# كاتي (اسم)
كاتي اسم أنثوي إنجليزي ، تصغير أسم ل كاثرين ، كيت، كيتلين، كاثلين وأشكالها ذات الصلة ، يمكن الإشارة إلى:

## الرياضة
- كاتي هيل (مواليد 1984)، لاعب كرة سلة أسترالية على كرسي متحرك
- كاتي هنيدا (مواليد 1981)، لاعب كرة قدم أمريكية
- كاتي هوف (مواليد 1989)، سباحة أوليمبية أمريكية
- كاتي ثورلاكسون (مواليد 1985)، لاعب كرة قدم كندية
- كاتي سوان (مواليد 1999)، لاعب تنس بريطانية تعيش الآن في الولايات المتحدة
- كاتي ليديكي (مواليد 1997)، سباحة أمريكية
- كاتي تايلور، ملاكمة ايرلندية حققت ميدالية ذهبية لأيرلندا في أولمبياد لندن 2012

## التلفزيون والسينما
- كاتي كوريك (مواليد 1957)، صحافية أمريكية.
- كايتي كاسيدي (مواليد 1986)، مغنية وممثلة أمريكية.
- كاتي فينيران (مواليد 1971)، ممثلة أمريكية.
- كاتي غريفين (مواليد 1973)، ممثلة و مغنية كندية .
- كيتي هولمز (مواليد 1978)، ممثلة أفلام و تلفزيون أمريكية .
- كاتي ليكليرك (مواليد 1986)، ممثلة أمريكية .
- كاتي ليونغ (مواليد 1987)، ممثلة اسكتلندية .
- كاتي ماكغراث (ولدت عام 1983)، ممثلة و عارضة أزياء أيرلندية .
- كيت بايبر (مواليد 1983)، مذيعة و عرضة أزياء بريطانية ، أصيبت في هجوم حمض آسيد عام 2008
- كاترينا لاو (مواليد 1985)، ممثلة أمريكية .
- كاتي أسيلتون (مواليد 1978) ممثلة ، منتجة و مخرجة أفلام أمريكية .
- كاتي لوهمان (مواليد 1980) ممثلة أمريكية .

## عرض الأزياء
- كاتي برايس (مواليد 1978)، عارضة ازياء بريطاني المعروفة أيضا باسم "جوردن"
- كات ديلي (مواليد 1976)، عارضة ازياء بريطاني المعروفة أيضا ومقدمة برنامج الرقص الشهير سو يو ثينك يو كان دانس
- كاتي بلير (مواليد 1987)، عارضة ازياء ملكة جمال كاليفورنيا الولايات المتحدة 2011

## تصميم الأزياء
- كاتي بيري (مواليد 1980)، مصممة أسترالية

## الموسيقى
- كاتي كيسون (مواليد 1951، ترينيداد وتوباغو)، مغنية إنجليزية
- كاتي ميلوا (من مواليد 1984)، مغنية جورجية
- كاتي وندروود (مواليد 1975)، مغنية وكاتبة اغاني أسترالية
- كت تونستال (مواليد 1975)، مغنية اسكتلندي
- كاتي ويسل (من مواليد 1986)، مغنية بريطانية والمتسابقة في  اكس فاكتور  النسخة السابعة في (المملكة المتحدة)
- كاتي وايت (مواليد 1983)، مغنية إنجليزية .